# Ivan Brown
Pour les articles homonymes, voir Brown.
Ivan Brown, né le 17 avril 1908 à Keene Valley et mort le 22 mai 1963 à Hartford, est un bobeur américain notamment champion olympique de bob à deux en 1936.

## Biographie
Ivan Brown et son partenaire Al Washbond sont champions olympiques aux Jeux olympiques d'hiver de 1936 à Garmisch-Partenkirchen en Allemagne. Ils sont également champions d'Amérique du Nord en 1935, 1938 et 1939. Après sa carrière sportive, Ivan Brown est machiniste à Hartford.

## Palmarès

### Jeux Olympiques
- : médaillé d'or en bob à 2 aux JO 1936.